# Opsosturmia tarsalis
Opsosturmia tarsalis är en tvåvingeart som beskrevs av Townsend 1927. Opsosturmia tarsalis ingår i släktet Opsosturmia och familjen parasitflugor. Inga underarter finns listade i Catalogue of Life.